# Amangeldi Muralijev
Amangeldi Muralijev (kirgiz írással: Амангелди Муралиев; Kum-Arik, 1947. augusztus 7. –) kirgiz gépészmérnök, politikus. 1999–2000 között Kirgizisztán miniszterelnöke volt. 1999. április 13-án nevezte ki Aszkar Akajev államfő Borisz Szilajev utódaként a Kirgiz Köztársaság kormányfőjévé.

## Élete
A Kirgiz SZSZK észak részén elterülő Csüji területen található Kum-Arik faluban született 1947-ben. Középfokú tanulmányait Kara-Balta város élelmiszeripari technikumában végezte, ahol 1967-ben szerzett élelmiszeripari gépész végzettséget. 1967–1969-ig sorkatonai szolgálatot teljesített. A Habarovszki határterületen szolgált, őrmesteri rendfokozattal szerelt le. 1969-től esztergályosként kezdett el dolgozott a Kara-baltai Cukorgyárban. Ezután a Frunzei Műszaki Egyetemen (napjainkban: Kirgiz Állami Műszaki Egyetem) tanult gépgyártástechnológia és szerszámgépek szakon. 1976-ban szerzett gépészmérnöki végzettséget.

## Magánélete
Nős. Felesége, Csinarkul (sz. 1949) egy technikumban tanított. Egy fiú- (Altinbek) és egy leánygyermeke (Zsildiz) van. Utóbbi a Kirgiz Nemzeti Egyetemen tanít. Fia Törökországban végzett egyetemet. Egy ideig Törökország biskeki nagykövetségén is dolgozott. A kormányhivatal helyettes vezetője is volt. 2014. november elején kémkedésért letartóztatták. A sajtó szerint Kínának adott át információkat.